# Too Many Burglars
Too Many Burglars è un cortometraggio muto del 1911 diretto e interpretato da Mack Sennett. Tra gli altri interpreti, Edward Dillon, Grace Henderson, Fred Mace e Ford Sterling.

## Produzione
Il film fu prodotto dalla Biograph Company.

## Distribuzione
Il film - un cortometraggio di 152 metri - uscì nelle sale statunitensi il 2 ottobre 1911, distribuito dalla General Film Company. Nelle proiezioni, veniva programmato con il sistema dello split reel, accorpato in un'unica bobina con un altro cortometraggio prodotto dalla Biograph, la commedia Mr. Bragg, a Fugitive.